# 압둘 살람 아리프
압둘 살람 아리프(아랍어: عبد السلام عارف, Abdul Salam Arif, 1921년 3월 21일 ~ 1966년 4월 13일)는 이라크의 제2대 대통령(1963년 2월 8일 ~ 1966년 4월 13일)으로, 1963년 군사 쿠데타를 일으켜 정권을 잡고 무하마드 나지브 아르 루바이 대통령을 실각시켰다.
1958년 아브드 알카림 카심과 함께 쿠데타를 일으켜 이라크 왕국을 전복시켰으나 카심과 충돌을 일으키다가 1963년 아메드 하산 알바크르와 함께 다시 쿠데타를 일으켜 카심을 암살하고 아랍 바트당과 나세르를 지지하는 성향의 아리프 정권이 출범하였지만, 공산당은 아리프 정권에 반기를 들고 투쟁을 계속하였다.
이로써 바트당과 아리프가 이끄는 정부군과 공산당과의 내전이 발생하게 되었다. 이 내전은 아리프 정권의 승리로 끝났으며, 공산당 세력 수천 명이 바트당 무장 세력에 의해 살해된 것으로 알려져 있다.
아리프 정권이 내전에서 승리하자 그의 실질적 후원세력인 바트당이 아리프를 대통령으로 옹립시키고 세력을 확장하면서 독재정치를 시도하였다. 이 때 아리프 정권의 또 다른 지지세력인 나세르파가 바트당의 세력 확장을 견제하면서 다시 투쟁에 나섰다. 이로써 바트당과 나세르파간의 내전이 일어났다.
이 내전에서 바트당이 승리함으로써 이라크는 1963년 9월 바트당 독재 정권이 탄생하였지만, 바트당 정권도 내부 분열로 오래 가지는 못하였다.
특히 아랍 연맹 가입을 주장하는 범아랍 세력과 이라크 민족주의를 주장하는 비동맹 세력이 대립하였는데, 이 과정에서 범아랍 세력이 아리프와 연합하여 반대파에 있던 사디 부수상 축출을 기도하였고, 그로 인하여 이라크는 다시 내전에 휩싸이게 되었다.
결국 대부분의 군대를 장악하고 있던 아리프가 사디를 추방하고 내전에서 승리하였지만, 1966년 4월 13일 이라크 남부에서 헬리콥터 추락사로 사망해 정권이 붕괴되었다.
사망 후 부통령이었던 압드 알아르라만 알바자즈가 4일간 임시로 대통령 대행을 실시하였고, 이후 형인 압둘 라만 아리프가 3대 대통령으로 취임하였다.
| 전임 무하마드 나지브 아르루바이 | 제2대 이라크 대통령 1963년 2월 8일 ~ 1966년 4월 13일 | 후임 압드 알아르라만 알바자즈 (대행) |